# 奈爾
奈爾，是印度南方喀拉拉邦馬拉巴爾海岸的印度教徒種姓。
根據一些理論，納爾人有斯基泰人血統。傳統上喀拉拉邦的王室、民兵和土地管理人也與奈爾有關。
在英屬印度時代，他們在政治、政府、醫療、教育和法律各領域也有重要地位。

## 延伸閱讀
- Jeffrey, Robin. . Sussex University Press. 1994 [1976]. ISBN 0-85621-054-4.

## 外部連結
- .   [2015-10-20]. （原始内容存档于2007-09-01）.